# Maschinenfabrik Esslingen T2
T2 – typ dwuosiowego wagonu tramwajowego, wytwarzanego dawniej w niemieckich zakładach Maschinenfabrik Esslingen dla stuttgarckiej sieci tramwajowej. Innym oznaczeniem jest Typ 29. Wagony tego typu, produkowane w latach 1954–1957, były ostatnimi tramwajami dwuosiowymi wyprodukowanymi dla Stuttgartu. Trzy podobne tramwaje silnikowe zakupiło również Reutlingen. Wagony doczepne typu B2 dostarczono do Stuttgartu oraz do Reutlingen.

## Historia
W 1964 r. 70 wagonów serii T2 przebudowano na typ DoT4 poprzez wstawienie między każde dwa wagony dodatkowego członu. Tak przebudowane egzemplarze eksploatowano do 1984 r.
Ostatnie niezmodernizowane egzemplarze tramwaju typu T2 wycofano z ruchu w 1976 r. Tramwaj o numerze taborowym 802 zachowano do celów muzealnych. W 1976 r. tramwaj nr 804, który posiadał wiele cech charakterystycznych dla T2 z pierwszych lat eksploatacji, zachowany został z inicjatywy miłośników tramwajów i stanowi obecnie eksponat muzealny Straßenbahnwelt Stuttgart.
Na początku lat 70. XX wieku kilka tramwajów typu T2 i B2 sprzedano do Mülheim an der Ruhr, gdzie eksploatowano je do początku lat 80. XX wieku. W Ulm do końca lat 80. XX wieku kursowało liniowo kilka doczep sprowadzonych ze Stuttgartu.

### Przebudowa na szlifierki
W 1973 r. przedsiębiorstwa SSB oraz Schörling przebudowały wagony silnikowe nr 822 i 823 na szlifierki; obecnie noszą one numery 2002 i 2003. W trakcie przebudowy usunięto wyposażenie przedziału pasażerskiego. W jego miejscu zamontowano zbiorniki wody do chłodzenia lub zapobiegania powstawaniu iskier podczas procesu szlifowania szyn.
Z lewego oraz z prawego boku szlifierki przymocowane są dwa kamienie szlifujące, dociśnięte do główek szyn. Przejazd wagonu po torowisku powoduje szlifowanie szyn przez wyżej opisane kamienie. Celem uzyskania lepszego rezultatu obróbki obydwa wagony łączy się w skład.
Do 1995 r. szlifierki polakierowane były w pomarańczowe barwy. Podczas przeglądu technicznego wagony otrzymały kolor żółty. Mimo likwidacji wąskotorowej sieci tramwajowej w grudniu 2007 r., szlifierki w dalszym ciągu są częścią taboru technicznego; wykorzystuje się je do konserwacji szyn na trasie muzealnych linii tramwajowych nr 21 oraz 23.

### Wagon pomiarowy sieci trakcyjnej
Do dziś eksploatowany jest również wagon o numerze 2033 (dawniej 815). W 1975 r. uległ on przebudowie na wagon pomiarowy sieci trakcyjnej. Wyposażono go w specjalną kabinę przeznaczoną do obserwacji wysokości zawieszenia oraz położenia sieci trakcyjnej. Przebudowany tramwaj posiada możliwość pomiaru napięcia sieci trakcyjnej. Od 1997 r. wagon przydzielony jest do muzeum tramwajów Straßenbahnwelt Stuttgart, w którym wykorzystywany jest m.in. jako holownik.

## Dostawy
W latach 1954–1957 wyprodukowano 118 wagonów tego typu.
| Państwo        | Miasto         | Lata dostaw    | Liczba | Numery taborowe |       |  |
| -------------- | -------------- | -------------- | ------ | --------------- | ----- |  |
| RFN            | Stuttgart      | 1954–1957      | 118    | 701–823         | [ 1 ] |  |
| Łączna liczba: | Łączna liczba: | Łączna liczba: | 118    |                 |       |  |

## Galeria

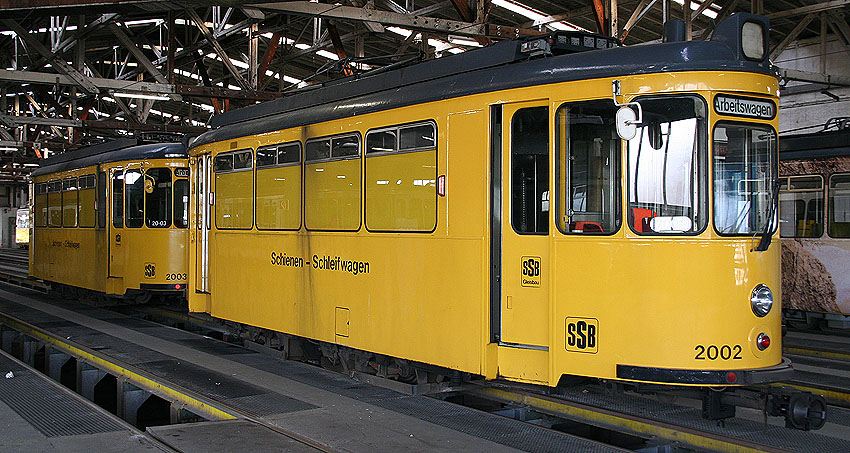
Szlifierki nr 2002 i 2003 w zajezdni
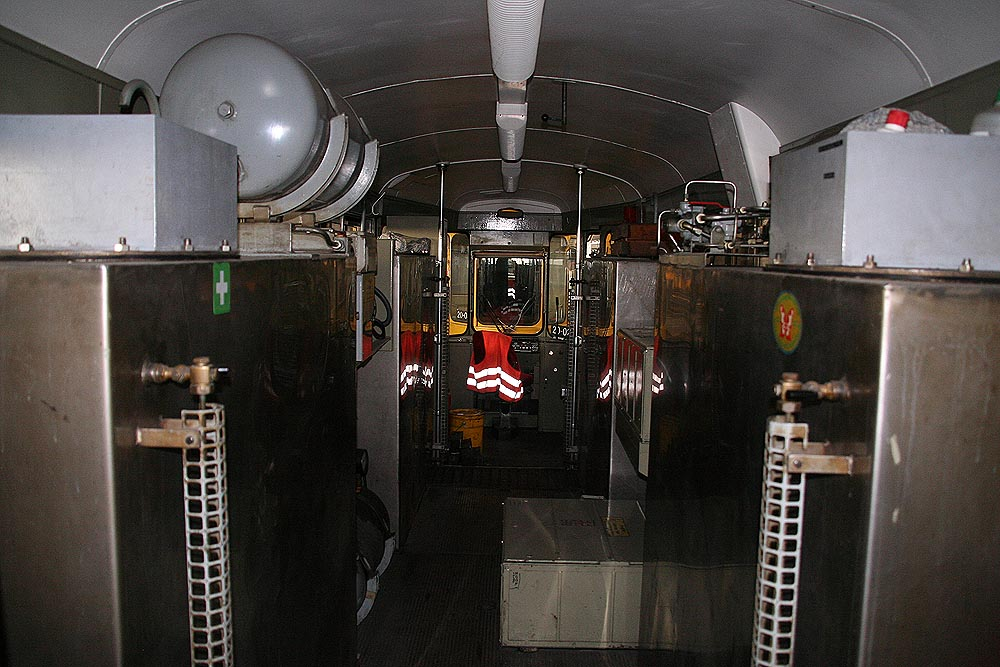
Wnętrze szlifierki
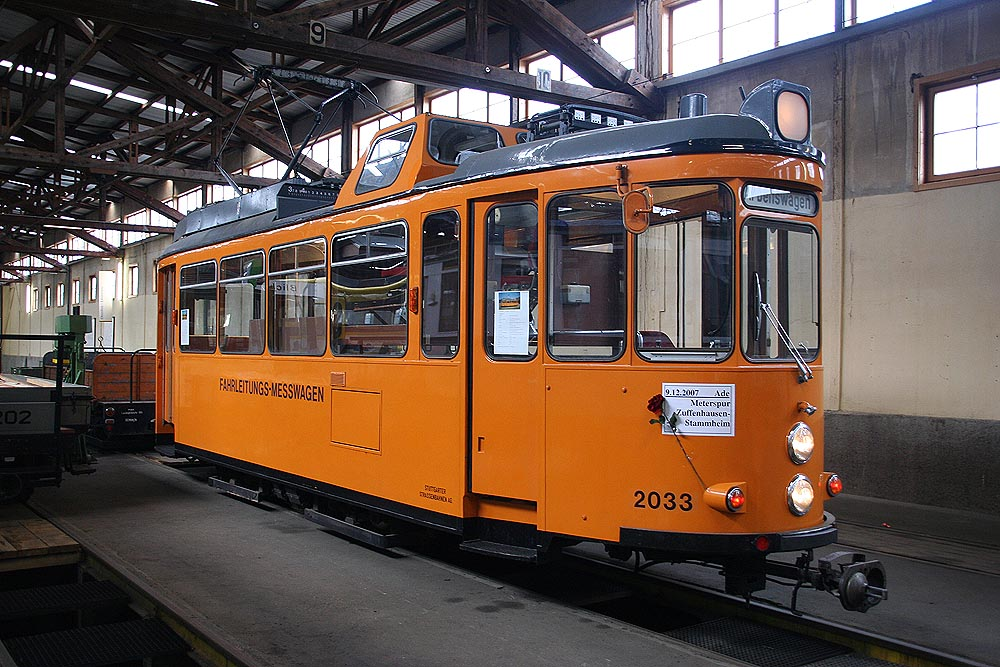
Wagon pomiarowy sieci trakcyjnej